# Estrela Errante
Estrela Errante (no original Rogue Star) é um romance de ficção científica escrito por Frederik Pohl e Jack Williamson. Foi publicado pela Colecção Argonauta com o número 167,  sendo o terceiro e último livro da Trilogia Starchild (iniciada por "Missão Impossível", Argonauta 151, e continuada por "Ultimato à Terra", Argonauta 155).
Estrela Errante abandona alguns dos cenários bem explorados nos dois volumes anteriores, como a surpreendente e insuspeita vida que pulula nos asteróides e no espaço interplanetário, e a luta contra o totalitário Plano do Homem, para se concentrar no que basicamente é uma história de amor-capaz-de-resistir-a-tudo. Talvez por isso, seja considerado por alguns leitores como o elo mais fraco da trilogia.

## Sinopse
O Vigilante Andreas Quamodian ama Molly Zaldivar que ama Cliff Hawk que não ama ninguém – exceto, talvez, a si mesmo. Cinco anos se passaram depois que Molly fez sua escolha, e Andy Quam não consegue esquecê-la. Então subitamente, ela envia uma mensagem suplicando a presença dele na distante Terra: Molly está em perigo, bem como o restante do Universo. O responsável pela tragédia iminente? Cliff Hawk.

## Temas
Último volume da Trilogia Starchild, Pohl retorna ao universo criado por Williamson, um dos mais férteis da história da FC: ali existem estrelas inteligentes, asteróides habitados por uma estranha fauna e um universo de estado contínuo que se mantém eternamente jovem, sem início e sem fim.
O grande tema do livro é o amor, que une não somente os seres humanos através das vastidões do tempo e do espaço, mas também todas as criaturas que vivem e pensam nas mais remotas galáxias: um amor realmente universal, incapaz de destruir, mas somente de criar – mesmo que ao custo do sacrifício da própria vida.